# Fade in
Fade In (live in Radio Katowice) – pierwszy i koncertowy album polskiego zespołu smyczkowego Atom String Quartet wydany przez Polskie Radio Katowice (nr katalogowy: PRK CD 114) w czerwcu 2011 roku jako dodatek dla prenumeratorów miesięcznika Jazz Forum (przy numerze 6 / 2011). Reedycja przez firmę Kayax odbyła się 19 kwietnia 2012. Koncert został nagrany na żywo w Studiu Radia Katowice, jako nagroda za zwycięstwo w Bielskiej Zadymce Jazzowej 2011. Płyta zdobyła Fryderyka w kategorii „Jazzowy Debiut Fonograficzny Roku”.

## Lista utworów
| 1.  | "Fugato & Allegrina" muz. Krzysztof Lenczowski / Mateusz Smoczyński | 6:38    |
|     |                                                                     |         |
| 2.  | "Svantetic" muz. Krzysztof Komeda                                   | 10:48   |
|     |                                                                     |         |
| 3.  | "Beautiful Love" muz. Victor Young                                  | 6:27    |
|     |                                                                     |         |
| 4.  | "LaTina" muz. Krzysztof Lenczowski                                  | 6:30    |
|     |                                                                     |         |
| 5.  | "First Waltz" muz. Dawid Lubowicz                                   | 6:54    |
|     |                                                                     |         |
| 6.  | "Patology" muz. Krzysztof Lenczowski                                | 6:53    |
|     |                                                                     |         |
| 7.  | "Sleep Safe and Warm" muz. Krzysztof Komeda                         | 5:05    |
|     |                                                                     |         |
| 8.  | "Triton Blues" muz. Mateusz Smoczyński                              | 6:08    |
|     |                                                                     |         |
| 9.  | "Too Late" muz. Michał Zaborski                                     | 8:05    |
|     |                                                                     |         |
| 10. | "Fade Out" muz. Michał Zaborski                                     | 5:34    |
|     |                                                                     |         |
|     |                                                                     | 1:09:02 |
|     |                                                                     |         |